# Augustine (Film)
Augustine ist ein französisches Filmdrama von Alice Winocour aus dem Jahr 2012.

## Handlung
Das Dienstmädchen Augustine erleidet beim Servieren einen starken Anfall, der sie teilweise gelähmt zurücklässt. Ihr rechtes Auge kann sie nicht mehr öffnen. Sie wird von ihrer Cousine in das Hôpital de la Salpêtrière gebracht, wo Augustine nur eine von vielen Patientinnen ist, die auf Behandlung vom zuständigen Arzt Dr. Jean-Martin Charcot warten. Sie erleidet einen erneuten Anfall, als Charcot gerade die Klinik verlässt – er ist von ihrem Fall sofort fasziniert, untersucht er das Phänomen hysterischer Frauen doch bereits seit einiger Zeit.
Augustine stellt sich bald als Paradebeispiel für seine Untersuchungen heraus. Ihre rechte Seite ist gefühllos, wie es bereits bei anderen Patientinnen festgestellt wurde, was auch das geschlossene Auge erklärt. Vor einer Anzahl an Wissenschaftlern stellt Charcot Augustines Fall vor. Er versetzt sie in Hypnose und führt künstlich einen Anfall hervor. Augustines Fall wird schließlich zum Stadtgespräch. Als für Charcot besonders wichtiger Fall erhält sie ein eigenes Zimmer in der Salpêtrière.
Im Hof des Krankenhauses hilft Augustine beim Schlachten eines Huhns. Der Anblick des nach dem Köpfen herumfliegenden Huhnkörpers lässt Augustine ohnmächtig werden. Als sie erwacht, hat sich die Verkrampfung der rechten Seite gelöst. Beide Augen sind nun geöffnet, doch hat sich ihre linke Hand verkrampft. Charcot diagnostiziert eine mittige Paralyse.
Augustine bindet sich immer enger an den Arzt. Als er zu einer Vortragsreise nach Bordeaux fährt, bricht sie zusammen und verweigert schließlich das Essen. Charcot füttert sie nach seiner Rückkehr. Er lässt sie später in sein Arbeitszimmer kommen und zeigt ihr ein Äffchen, das er als Haustier hält. Augustine sucht dabei seine Nähe, doch schickt er sie abrupt davon. Als er hört, dass sie nachts nach einem imaginären Liebhaber ruft, schleicht er sich in ihr Zimmer, um sie zu belauschen. Sie greift im Schlaf nach ihm und er flieht.
Charcots Bekannter Conti organisiert eine Vorstellung des Falls vor der renommierten Académie des sciences. Augustine hat jedoch genug davon, vor anderen präsentiert zu werden und als Anschauungsobjekt bei Experimenten zu dienen. Als sie für die Präsentation vor der Académie zurechtgemacht wird, flieht sie. Sie stürzt eine Treppe hinunter. Als sie aufsteht, kann sie ihre linke Hand wieder bewegen. Sie ist sich sicher, nun geheilt zu sein. Als Charcot sie wie üblich vor dem Publikum hypnotisieren will, widersetzt sie sich ihm. Sie zeigt ihm vom Publikum unbemerkt ihren beweglichen Arm und meint, dass sie geheilt sei. Als Charcot die Académie-Mitglieder auf einen Ausfall der Präsentation vorbereiten will, bricht Augustine in Zuckungen zusammen. Sie wird aus dem Saal getragen. Charcot folgt ihr – in seinem Büro kommen sich beide näher, küssen sich und schlafen schließlich miteinander. Kurz darauf wird Charcot von seinem Assistenten Bourneville zurück zu den Académie-Mitgliedern geholt. Sie sind von seiner Präsentation des Falls beeindruckt und werden ihn in seinen Forschungen unterstützten. Augustine jedoch verlässt überstürzt das Hôpital de la Salpêtrière.

## Produktion
Augustine beruht auf der wahren Geschichte einer Patientin, die zwischen 1873 und 1885 bei Jean-Martin Charcot in Behandlung war. Für die Rolle Charcots war ursprünglich Benoît Poelvoorde vorgesehen. Die Kostüme schuf Pascaline Chavanne, die Filmbauten stammen von Arnaud de Moleron.
Augustine erlebte am 19. Mai 2012 im Rahmen der Internationalen Filmfestspiele von Cannes seine Premiere. Der Film lief am 7. November 2012 in den französischen Kinos an, wo er von rund 170.000 Zuschauern gesehen wurde. In Deutschland ist der Film bisher (Stand: März 2015) nicht erschienen.

## Kritik
Godfrey Cheshire stellte auf rogerebert.com fest, dass der Film auf den ersten Blick ansprechend sei, so sei die Leistung der Hauptdarsteller grandios („terrfic“) und die visuelle Darstellung schön, doch sei der Film hinsichtlich seiner Herangehensweise an ein faszinierendes Thema weder originell noch tiefgründig.

## Auszeichnungen (Auswahl)
Auf den Internationalen Filmfestspielen von Cannes 2012 lief der Film im Wettbewerb um die Caméra d’Or. SoKo wurde auf dem Festival Internacional de Cine de Mar del Plata 2012 als Beste Darstellerin ausgezeichnet, Alice Winocour erhielt eine Nominierung in der Kategorie Bester Film.
Augustine wurde 2013 für zwei Césars in den Kategorien Beste Kostüme und Bestes Erstlingswerk nominiert. Zudem erhielt der Filme eine Nominierung für einen Prix Lumières in der Kategorie Beste Nachwuchsdarstellerin (SoKo).